# 麥克唐納群島
麥克唐納群島（英語：McDonald Islands）是澳大利亞的群島，位於印度洋，屬於赫德島和麥克唐納群島的一部分，由2座島嶼組成（不包括被麦克唐纳岛合并的弗拉特岛），最高點海拔高度230米，最近一次火山噴發在2005年發生。

## 外部連結
- Global Volcanism Program（页面存档备份，存于）
- VolcanoLive（页面存档备份，存于）
- Official Heard Island and McDonald Islands page（页面存档备份，存于）
- Photo of the McDonald Islands in 2002 on Panoramio.com（页面存档备份，存于）